# Municipio de Agder
El municipio de Agder (en inglés: Agder Township) es un municipio ubicado en el condado de Marshall en el estado estadounidense de Minnesota. En el año 2010 tenía una población de 109 habitantes y una densidad poblacional de 0,95 personas por km².

## Geografía
Según la Oficina del Censo de los Estados Unidos, el municipio tiene una superficie total de 114.67 km², de la cual 114,64 km² corresponden a tierra firme y (0,02 %) 0,02 km² es agua.

## Demografía
Según el censo de 2010, había 109 personas residiendo en el municipio de Agder. La densidad de población era de 0,95 hab./km². De los 109 habitantes, el municipio de Agder estaba compuesto por el 100 % blancos. Del total de la población el 3,67 % eran hispanos o latinos de cualquier raza.